# Andra Manson
Andra Manson, född den 30 april 1984, är en amerikansk friidrottare som tävlar i höjdhopp.
Mansons genombrott kom när han 2002 blev världsmästare för juniorer när han klarade 2,31. Hans första internationella mästerskap som senior var inomhus-VM 2008 där han blev bronsmedaljör efter att ha klarat 2,30.
Manson deltog vid Olympiska sommarspelen 2008 men misslyckades med att kvalificera sig till finalhoppningen.
Manson är 1,96 cm lång och väger 75 kg.

## Personliga rekord
- Höjdhopp utomhus - 2,35 meter (4 april 2009 i Austin)
- Höjdhopp inomhus - 2,33 meter (10 februari 2007 i Fayetteville)